# Liopholis whitii
Espèce
Synonymes
- Scincus whitii Lacépède, 1804
- Egernia whitii (Lacépède, 1804)
- Scincus compressicauda Quoy & Gaimard, 1824
- Tiliqua leucopsis Gray, 1838
- Lygosoma moniligera Duméril & Bibron, 1839
- Egernia whitei tenebrosa Condon, 1941
- Liopholis coplandi Wells & Wellington, 1985

Statut de conservation UICN

 LC  : Préoccupation mineure
Liopholis whitii est une espèce de sauriens de la famille des Scincidae.

## Répartition
Cette espèce est endémique d'Australie. Elle se rencontre au Queensland, en Nouvelle-Galles du Sud, en Australie-Méridionale, au Victoria, en Tasmanie et dans les nombreuses îles du détroit de Bass.

## Description
Il est à croissance lente, atteignant une longueur maximale d'environ 90 mm et peut prendre quatre ans pour atteindre sa maturité. Il donne naissance à des jeunes vivants. Il est très variable d'aspect et peut être un croisement d'espèces étroitement apparentées.

## Liste des sous-espèces
Selon The Reptile Database (10 octobre 2012) :
- Liopholis whitii moniligera (Duméril & Bibron, 1839)
- Liopholis whitii whitii (Lacépède, 1804)

## Étymologie
Cette espèce est nommée en l'honneur de John White.

## Publications originales
- Duméril & Bibron, 1839 : Erpétologie Générale ou Histoire Naturelle Complète des Reptiles. vol. 5, Roret/Fain et Thunot, Paris, p. 1-871 (texte intégral).
- Lacépède, 1804 : Mémoire sur plusieurs animaux de la Nouvelle-Hollande dont la description n’a pas encore été publiée. Annales du Muséum National d’Histoire Naturelle, Paris, vol. 4, p. 184-211 (texte intégral).